# Sandra Rauch
Sandra Rauch (Berlín, 1967) artista alemana.
Comenzó a estudiar diseño de comunicación en 1991 en Berlin Kommunikationsdesign y se fue más tarde en 1995 a la HfBK Dresde (Hochschule für Bildende Künste Dresden) para estudiar pintura y grafismo. De 1993 a 1998, viajó por Italia y Francia y en 1998, fue alumna del Prof. Kerbach hasta 2000. Desde 2000, trabaja como asistente del Prof. Kerbach en HfBK Dresden.
En sus obras, creadas con un estilo propia fotomecánico, juega didácticamente con las posibilidades formativas de la fotografía digital y similares para plasmar la cultura diaria de nuestro mundo.

## Becas
- 1998 HSPIII Stipendium der Stadt Dresden
- 1998 Hegenbarth Stipendium der Stadtsparkasse Dresden

## Exposiciones
- 2006 Downtown Galerie Galerie Horschik Dresden
- 2005 XIV.Deutsche Grafik-Triennale Frechen (Köln)
- 2003 Einzelausstellung Galerie Horschik Dresden
- 2002 100 Sächsische Grafiken Wanderausstellung (Europa)
- 2002 Jelly Fish in Space Kunstsalon Europa (Berlin)
- 2002-1998 Inhaberin des Kunstsalon Europa
- 2000 San.Di.Comander Mousonturm Frankfurt am Main
- 1998 art`otel Dresden Flying Wentworth (Film)